# Anthostomella livistonicola
Anthostomella livistonicola är en svampart som beskrevs av K.D. Hyde 1994. Anthostomella livistonicola ingår i släktet Anthostomella och familjen kolkärnsvampar.   Inga underarter finns listade i Catalogue of Life.